# 神木本町
神木本町（しぼくほんちょう）は、神奈川県川崎市宮前区の町名。神木本町1丁目から神木本町5丁目で、住居表示実施済区域。面積は0.849km²である。

## 地理
宮前区の北部に位置し、南北に東名高速道路が、東西に平瀬川が通過している。東京近郊として宅地開発も行われているが、その中で東高根森林公園が多摩丘陵のかつての姿を現在に伝えている。
神木本町は北端で多摩区長尾と、東端で高津区上作延と、南端で宮崎・神木・けやき平と、西端で平や五所塚と接している（特記のない町域は宮前区）。

### 地価
住宅地の地価は、2025年（令和7年）1月1日の公示地価によれば、神木本町1-11-5の地点で18万円/m²、神木本町5-14-15の地点で19万8000円/m²となっている。

## 歴史
当地には東高根森林公園内に弥生・古墳時代の遺跡が残るほか、日本武尊にまつわる縁起が伝わる神木山 等覚院など、古くから人の住む土地であったが、昭和後期に至るまで長尾の一部であった。昭和30年代までは農村風景であったが、その後は宅地や道路の開発が進んでいった。1982年（昭和57年）に、高津区から宮前区が分区されるのに合わせて住居表示が施行され、神木本町の町名が誕生した。

### 沿革
- 1573年（元亀4年） - 神木山 等覚院の中興[11]。
- 江戸時代 - 当地は長尾村の一部であった。
- 1868年（明治元年） - 神奈川県の所属となる。
- 1874年（明治7年） - 大区小区制施行、当地は第5大区第6小区に属する。
- 1889年（明治22年） - 町村制施行にあわせ、長尾村など4村が合併して向丘村が成立。当地は向丘村大字長尾の一部となる。
- 1908年（明治41年） - 村内の全社が長尾神社に合祀される。
- 1936年（昭和11年） - 南端の一部が軍用地として接収される。
- 1938年（昭和13年） - 向丘村が川崎市に編入。川崎市長尾の一部となる。
- 1951年（昭和26年） - 接収解除された軍用地が大字向ケ丘となる。
- 1968年（昭和43年） - 東名高速道路の東京 - 厚木間が開通。
- 1972年（昭和47年） - 川崎市が政令指定都市に移行。当地は高津区長尾の一部となる。
- 1975年（昭和50年） - 長尾の一部が多摩区に編入されるが、当地は高津区に残される。
- 1978年（昭和53年） - 東高根森林公園が開園。
- 1982年（昭和57年） - 高津区から宮前区が分区。同時に向ケ丘の一部と合わせて住居表示が実施され、神木本町1丁目～5丁目となる。
- 1985年（昭和60年） - 神木本町1丁目14番の一部を22番に変更する[12]。

## 世帯数と人口
2025年（令和7年）6月30日現在（川崎市発表）の世帯数と人口は以下の通りである。
| 丁目          | 世帯数    | 人口    |
| ------------- | --------- | ------- |
| 神木本町1丁目 | 781世帯   | 1,608人 |
| 神木本町2丁目 | 1,077世帯 | 2,074人 |
| 神木本町3丁目 | 573世帯   | 1,159人 |
| 神木本町4丁目 | 922世帯   | 2,067人 |
| 神木本町5丁目 | 863世帯   | 1,733人 |
| 計            | 4,216世帯 | 8,641人 |

### 人口の推移

人口推移のグラフ

神木本町の人口は、以下のように推移している。
| 年                 | 基準日  | 1丁目 | 2丁目 | 3丁目 | 4丁目 | 5丁目 | 合計 | 人口基準 | 出典   |
| ------------------ | ------- | ----- | ----- | ----- | ----- | ----- | ---- | -------- | ------ |
| 1983年（昭和58年） | 4月1日  | 1141  | 1754  | 582   | 1251  | 920   | 5648 | 推計人口 | [ 13 ] |
| 1984年（昭和59年） | 4月1日  | 1148  | 1753  | 570   | 1276  | 1060  | 5807 | 推計人口 | [ 13 ] |
| 1985年（昭和60年） | 4月1日  | 1112  | 1739  | 567   | 1260  | 1201  | 5879 | 推計人口 | [ 13 ] |
| 1986年（昭和61年） | 4月1日  | 1277  | 1702  | 566   | 1296  | 1421  | 6262 | 推計人口 | [ 13 ] |
| 1987年（昭和62年） | 4月1日  | 1363  | 1995  | 573   | 1323  | 1477  | 6731 | 推計人口 | [ 13 ] |
| 1988年（昭和63年） | 10月1日 | 1612  | 2034  | 589   | 1447  | 1590  | 7272 | 推計人口 | [ 14 ] |
| 1989年（平成01年） | 10月1日 | 1607  | 2021  | 616   | 1479  | 1666  | 7389 | 推計人口 | [ 14 ] |
| 1990年（平成02年） | 10月1日 | 1543  | 2130  | 610   | 1664  | 1635  | 7582 | 国勢調査 | [ 14 ] |
| 1991年（平成03年） | 10月1日 | 1579  | 2210  | 710   | 1707  | 1690  | 7896 | 推計人口 | [ 14 ] |
| 1992年（平成04年） | 10月1日 | 1572  | 2221  | 757   | 1740  | 1744  | 8034 | 推計人口 | [ 14 ] |
| 1993年（平成05年） | 10月1日 | 1606  | 2170  | 814   | 1701  | 1786  | 8077 | 推計人口 | [ 15 ] |
| 1994年（平成06年） | 10月1日 | 1611  | 2124  | 907   | 1691  | 1855  | 8188 | 推計人口 | [ 15 ] |
| 1995年（平成07年） | 10月1日 | 1613  | 2046  | 888   | 1658  | 1869  | 8074 | 国勢調査 | [ 15 ] |
| 1996年（平成08年） | 10月1日 | 1732  | 2036  | 852   | 1723  | 1915  | 8258 | 登録人口 | [ 15 ] |
| 1997年（平成09年） | 10月1日 | 1702  | 2040  | 823   | 1754  | 1870  | 8189 | 登録人口 | [ 15 ] |
| 1998年（平成10年） | 10月1日 | 1712  | 2081  | 813   | 1759  | 1833  | 8198 | 登録人口 | [ 16 ] |
| 1999年（平成11年） | 10月1日 | 1770  | 2038  | 838   | 1757  | 1857  | 8260 | 登録人口 | [ 17 ] |
| 2000年（平成12年） | 10月1日 | 1781  | 2024  | 864   | 1840  | 1837  | 8346 | 登録人口 | [ 18 ] |
| 2001年（平成13年） | 10月1日 | 1755  | 2032  | 876   | 1799  | 1780  | 8242 | 登録人口 | [ 19 ] |
| 2002年（平成14年） | 10月1日 | 1708  | 2039  | 892   | 1810  | 1773  | 8222 | 登録人口 | [ 20 ] |
| 2003年（平成15年） | 10月1日 | 1691  | 2029  | 917   | 1843  | 1755  | 8235 | 登録人口 | [ 21 ] |
| 2004年（平成16年） | 10月1日 | 1682  | 2005  | 907   | 1863  | 1791  | 8248 | 登録人口 | [ 22 ] |
| 2005年（平成17年） | 9月30日 | 1618  | 1989  | 881   | 1884  | 1756  | 8128 | 登録人口 | [ 23 ] |
| 2006年（平成18年） | 9月30日 | 1672  | 1963  | 900   | 1919  | 1729  | 8183 | 登録人口 | [ 24 ] |
| 2007年（平成19年） | 9月30日 | 1726  | 1967  | 885   | 1875  | 1722  | 8175 | 登録人口 | [ 25 ] |
| 2008年（平成20年） | 9月30日 | 1720  | 1956  | 933   | 1882  | 1768  | 8259 | 登録人口 | [ 26 ] |
| 2009年（平成21年） | 9月30日 | 1729  | 1995  | 938   | 1887  | 1827  | 8376 | 登録人口 | [ 27 ] |
| 2010年（平成22年） | 9月30日 | 1695  | 1996  | 939   | 1944  | 1808  | 8382 | 登録人口 | [ 28 ] |
| 2011年（平成23年） | 9月30日 | 1712  | 1987  | 962   | 1923  | 1826  | 8410 | 登録人口 | [ 29 ] |

### 人口の変遷
国勢調査による人口の推移。
| 年                 | 人口  |
| ------------------ | ----- |
| 1995年（平成7年）  | 8,074 |
| 2000年（平成12年） | 8,166 |
| 2005年（平成17年） | 7,961 |
| 2010年（平成22年） | 8,277 |
| 2015年（平成27年） | 8,641 |
| 2020年（令和2年）  | 8,745 |

### 世帯数の変遷
国勢調査による世帯数の推移。
| 年                 | 世帯数 |
| ------------------ | ------ |
| 1995年（平成7年）  | 2,830  |
| 2000年（平成12年） | 3,029  |
| 2005年（平成17年） | 3,125  |
| 2010年（平成22年） | 3,371  |
| 2015年（平成27年） | 3,522  |
| 2020年（令和2年）  | 3,801  |

## 学区
市立小・中学校に通う場合、学区は以下の通りとなる（2022年4月時点）。
| 丁目          | 番・番地等                                                 | 小学校             | 中学校             |
| ------------- | ---------------------------------------------------------- | ------------------ | ------------------ |
| 神木本町1丁目 | 1～4番 16～20番                                            | 川崎市立向丘小学校 | 川崎市立向丘中学校 |
| 神木本町1丁目 | 5～15番 21～28番                                           | 川崎市立長尾小学校 | 川崎市立向丘中学校 |
| 神木本町2丁目 | 2・3番 9～15番 16番1～16号 16番18号～23番                  | 川崎市立長尾小学校 | 川崎市立向丘中学校 |
| 神木本町2丁目 | 1番 16番17号                                               | 川崎市立向丘小学校 | 川崎市立向丘中学校 |
| 神木本町2丁目 | 7番                                                        | 川崎市立南原小学校 | 川崎市立向丘中学校 |
| 神木本町2丁目 | 4～6番 8番                                                 | 川崎市立平小学校   | 川崎市立向丘中学校 |
| 神木本町3丁目 | 全域                                                       | 川崎市立平小学校   | 川崎市立向丘中学校 |
| 神木本町4丁目 | 1番～21番3号 21番7号～最終号 23番25～35号 23番37号～最終号 | 川崎市立平小学校   | 川崎市立向丘中学校 |
| 神木本町4丁目 | 21番4～6号 22番 23番1～24号 23番36号 24番                  | 川崎市立南原小学校 | 川崎市立向丘中学校 |
| 神木本町5丁目 | 全域                                                       | 川崎市立平小学校   | 川崎市立向丘中学校 |

## 事業所
2021年（令和3年）現在の経済センサス調査による事業所数と従業員数は以下の通りである。
| 丁目          | 事業所数  | 従業員数 |
| ------------- | --------- | -------- |
| 神木本町1丁目 | 31事業所  | 185人    |
| 神木本町2丁目 | 75事業所  | 656人    |
| 神木本町3丁目 | 20事業所  | 87人     |
| 神木本町4丁目 | 41事業所  | 183人    |
| 神木本町5丁目 | 34事業所  | 380人    |
| 計            | 201事業所 | 1,491人  |

### 事業者数の変遷
経済センサスによる事業所数の推移。
| 年                 | 事業者数 |
| ------------------ | -------- |
| 2016年（平成28年） | 215      |
| 2021年（令和3年）  | 201      |

### 従業員数の変遷
経済センサスによる従業員数の推移。
| 年                 | 従業員数 |
| ------------------ | -------- |
| 2016年（平成28年） | 1,339    |
| 2021年（令和3年）  | 1,491    |

## 交通

### バス
川崎市交通局が、登戸駅・柿生駅・溝口駅・宮前平駅など各方面へ、東急バスが向ヶ丘遊園駅と梶が谷駅を結ぶバスを運行している。
川崎市コミュニティバスあじさい号が、神木本町1丁目の丘上から登戸駅・久地駅方面を結ぶミニバスを運行している。

### 道路
- 東名高速道路 - 最寄りのインターチェンジは東名川崎IC。

## 施設
- 東高根森林公園

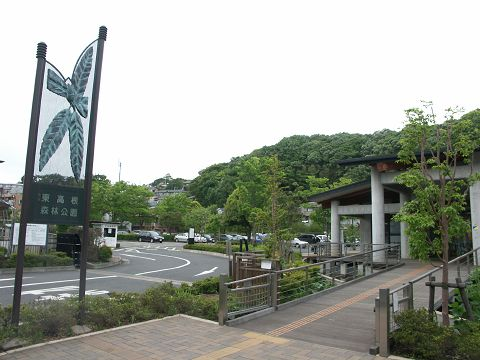
東高根森林公園（2006年5月10日）

- 川崎市水道局長尾配水塔 - すでに撤去されている。
- 神奈川県警察宮前警察署神木交番
- 神木山等覚院 - つつじ寺としても知られる。
- 天満宮 - 明治末期に合祀された赤城神社の跡地に建てられた。

### 教育施設
- 川崎市立向丘中学校

## その他

### 日本郵便
- 郵便番号 : 216-0031[3]（集配局 : 宮前郵便局[40]）

### 警察
町内の警察の管轄区域は以下の通りである。
| 番・番地等 | 警察署     | 交番・駐在所 |
| ---------- | ---------- | ------------ |
| 全域       | 宮前警察署 | 神木交番     |